# 제41회 미국 감독 조합상
제41회 미국 감독 조합상은 1988년 뛰어난 활동을 보인 영화 감독을 기리기 위해 1989년 3월에 열린 시상식이다. 뉴욕, Plaza Hotel에서 개최되었다.

## 수상 및 후보

### 감독상(영화부문)
- 레인 맨 - 베리 레빈슨 수상

### 감독상(다큐멘터리부문)
- Merrill Brockway 수상

### 감독상(광고부문)
- James Gartner 수상

### 명예상
- 시드니 루멧 수상

### 로버트 B. 알드리치 상
- 길버트 케이츠 수상